# Vassmosaikslända
Vassmosaikslända (Aeshna osiliensis) är en art i insektsordningen trollsländor som tillhör familjen mosaiktrollsländor. I Sverige förekommer den främst kring Mälaren och vassmosaiksländan är också Närkes såväl landskapsinsekt som landskapstrollslända.
I Dyntaxa är det vetenskapliga namnet Aeshna serrata rekommenderat.

## Kännetecken
Vassmosaiksländan är till utseendet ganska lik starrmosaiksländan, men bakkroppens mönster har något större och inte lika tydligt åtskiljda fläckar som hos denna. Vingarna är genomskinliga med mörkt vingmärke. Vingbredden är upp till 110 millimeter och bakkroppens längd är 50 till 59 millimeter, vilket gör den till en av Sveriges största trollsländor. Som nymf är den också ganska stor, i sista utvecklingsstadiet omkring 50 millimeter i kroppslängd.

## Utbredning
Vassmosaiksländan finns i Sverige, Finland och Estland. I Sverige finns den förutom vid Mälaren även omkring en del andra sjöar som Vättern och Kvismaren.

## Levnadssätt
Vassmosaiksländans habitat är främst grunda sjöar med riklig vegetation. Den kan också återfinnas i brackvattenmiljöer vid kusterna. Utvecklingstiden från ägg till imago är två år, ibland mer. Flygtiden är juni till augusti.